# Região Autônoma do Tibete
A Região Autônoma do Tibete (português brasileiro) ou Região Autónoma do Tibete (português europeu) (em tibetano: ; Wylie: Bod-rang-skyong-ljongs; em chinês simplificado: 西藏自治区; chinês tradicional: 西藏自治區, pinyin: Xīzàng Zìzhìqū) é uma região autônoma com estatuto de província da República Popular da China (RPC), criada em 1965 na região histórica do Tibete.
Dentro da RPC, o Tibete costuma ser identificado com a região autônoma, que inclui praticamente metade da região etnocultural do Tibete, incluindo as tradicionais províncias de Ü-Tsang e a metade ocidental de Kham. Suas fronteiras coincidem aproximadamente com a zona de controle do governo do Tibete antes de 1959. A Região Autônoma do Tibete é a segunda maior divisão administrativa a nível de província do país, ocupando um total de 1 200 000 quilômetros quadrados.
Ao contrário de outras regiões autônomas chinesas, a grande maioria dos habitantes pertence à etnia local; como resultado, existe um amplo debate sobre a extensão da autonomia de fato da região. O governo chinês argumenta que o Tibete goza de autonomia integral, tal como garantida pelos artigos 112-122 da Constituição da República Popular da China, bem como da Lei sobre a Autonomia Étnica Regional da República Popular da China, enquanto diversas organizações de proteção aos direitos humanos acusam o governo chinês de perseguir e oprimir a população local.
A Administração Central Tibetana, comumente descrita como o Governo Tibetano no Exílio, e chefiada pelo Dalai Lama, considera a administração do Tibete pelo governo chinês como uma ocupação militar ilegítima, mantendo que o Tibete é uma nação soberana distinta, com uma longa história de independência. Atualmente, no entanto, o Dalai Lama não afirma buscar a independência completa do Tibete, aceitando-o na condição de ser uma região genuinamente autônoma da República Popular.
Em 2012 estava prevista a construção do aeroporto mais alto do mundo na região, em Nagqu, situado a 4 436 metros de altitude.
Com o mais alto nível de despesa pública per capita na China, a Região Autónoma do Tibete, embora ainda pobre, está a experimentar um rápido desenvolvimento económico (crescimento de 10% em 2018), permitindo a expansão da classe média. Pequim pretende promover o desenvolvimento económico através do turismo e da exploração mineira, e depois construir uma teia de infra-estruturas para chegar ao Nepal e à Índia como parte das Novas Estradas da Seda, e melhorar a integração da população. Apesar de uma política de discriminação positiva no emprego público urbano, os tibetanos estão ainda sub-representados. Assim, embora a região seja oficialmente definida como "autónoma", a grande maioria dos altos funcionários são hans (o grupo étnico maioritário na China) e os projectos são na sua maioria decididos por Pequim. Em 2018, trinta e quatro milhões de turistas (+31,5% em comparação com 2017), na sua maioria chineses, visitaram o Tibete.
A esperança de vida dos habitantes do Tibete aumentou de 35,5 anos em 1951 para 71,1 anos em 2019.